# Акві-Терме
Акві-Терме (італ. Acqui Terme, п'єм. Àich, термальні води) — муніципалітет в Італії, у регіоні П'ємонт, провінція Алессандрія.
Акві-Терме розташоване на відстані близько 450 км на північний захід від Рима, 75 км на південний схід від Турина, 29 км на південний захід від Алессандрії.
Населення — 20 110 осіб (2014).
Щорічний фестиваль відбувається 11 липня. Покровитель — Святий Віт.

## Демографія
Населення за роками:

Станом на 1 січня 2023 року в муніципалітеті офіційно проживало 2129 іноземців з 76 країн, серед них 437 громадян країн Євросоюзу та 23 громадяни України.

## Сусідні муніципалітети
- Аліче-Бель-Колле
- Кастель-Роккеро
- Каваторе
- Гроньярдо
- Мелаццо
- Монтабоне
- Рикальдоне
- Стреві
- Терцо
- Візоне
- Карпенето